# TRIZ
TRIZ, ros. Теория решения изобретательских задач (Teoria Reszenija Izobretatielskich Zadacz) – jedno z popularniejszych narzędzi prakseologii, a dokładniej działu nazwanego inwentyką. Jest to jednocześnie dzieło życia rosyjskiego uczonego Gienricha Altszullera, powstałe w roku 1946 i rozwijane do dziś. Twórca metody oparł ją na założeniu, że ewolucja systemów i rozwiązań technicznych kieruje się obiektywnymi prawami, i zaproponował wykorzystanie tych praw do ścisłego poprowadzenia procesu rozwojowego obranego systemu.
Dziś TRIZ to metoda, zestaw narzędzi, baza wiedzy i podstawowy model technologiczny do tworzenia nowych innowacyjnych pomysłów i rozwiązywania problemów. TRIZ dostarcza narzędzi i metod do prawidłowego formułowania problemów, analizy systemowej, analizy błędów oraz możliwych kierunków ewolucji systemu (podejście „jest” i „może być”). TRIZ, w przeciwieństwie do technik takich jak „burza mózgów” (które są oparte na losowym generowaniu pomysłu), podchodzi algorytmicznie do rozwiązywania problemów technicznych; metodą kolejnych przybliżeń dąży do stworzenia optymalnego rozwiązania problemu poprzez udoskonalanie istniejących rozwiązań.
Wśród firm stosujących TRIZ wymieniane są Samsung, który nawiązał bliskie relacje z Rosyjską Akademią Nauk, Boeing, Hewlett-Packard, IBM, Motorola, Raytheon, Xerox.

## Prezentacja metody TRIZ
| Poziom | Stopień wynalazczości   | Procent rozwiązań | Niezbędna wiedza                               | Liczba otrzymanych prób | Przykład                               |
| ------ | ----------------------- | ----------------- | ---------------------------------------------- | ----------------------- | -------------------------------------- |
| I      | Oczywiste rozwiązanie   | 32%               | Wiedza jednostki                               | 10                      | Izolacja termiczna obiektu             |
| II     | Nieznaczne usprawnienie | 45%               | Wiedza na poziomie przedsiębiorstwa            | 100                     | Stworzenie produktu wyjściowego        |
| III    | Znaczące usprawnienie   | 18%               | Wiedza na poziomie przemysłowym                | 1000                    | Wprowadzenie nowego gatunku stali      |
| IV     | Nowy projekt            | 4%                | Wiedza tycząca się wszystkich gałęzi przemysłu | 100 000                 | Wprowadzenie w ruch koncepcji projektu |
| V      | Odkrycie                | < 1%              | Zbiór wiedzy na poziomie cywilizacyjnym        | 1 000 000               | HTML                                   |

W metodzie TRIZ zakłada się, że problemy napotykane w trakcie zawiązywania koncepcji nowego projektu stanowią analogie do innych problemów, stąd powinny mieć zastosowanie analogiczne rozwiązania. Jest to wniosek z analizy wielkiej liczby rozwiązań patentowych, przeprowadzonej przez autora metody TRIZ i jego zespół.
Celem metody TRIZ jest udostępnienie pola do działania kreatywności lub stymulowanie badań innowacyjnych koncepcji, proponując zarówno inżynierom, jak i wynalazcom narzędzia do odblokowywania, zazwyczaj występujących w takich wypadkach, mentalnych ograniczeń w procesie wynalazczym.
Z punktu widzenia kreatywności właściwej każdej osobie, metoda TRIZ orientuje osobę zawiązującą koncepcję rozwiązania, jak i prowadzi ją na każdym etapie rozwiązywania problemu, proponując ustawicznie rozwiązania zasadnicze dla rozważanego problemu, jak i sprawdzone narzędzia, co pozwala skorzystać z doświadczenia nabytego już w przeróżnych dziedzinach aktywności, jak i z fundamentalnych reguł, które wcześniej zostały już określone na podstawie analogicznego procesu wynalazczego.
Metoda TRIZ prowadzi jej użytkownika do pewnego rozwiązania generalnego, jednocześnie dokonując abstrakcji rozważanego problemu, a następnie do podzbioru reguł rozwiązania tego określonego problemu poddanego już abstrakcji, skłaniając tym samym użytkownika metody TRIZ do sięgnięcia po rozwiązania wynalazcze w przestrzeni rozwiązań rzeczywistych. Z punktu widzenia „czerwonych szeregów” przemyśleń zadanych w metodzie TRIZ, osoba zawiązująca koncepcję ma do dyspozycji środki, by zareagować i zaadaptować wskazówki zadane w konkretnych rozwiązań w reakcji na własne przemyślenia.
Metoda TRIZ opiera się na analizie 40 000 rozwiązań patentowych wybranych spośród 400 000 patentów międzynarodowych. Mają one określoną zdolność do przedstawiania reguł ogólnych, wspólnych dla wynalazczości i to dotyczących bardzo zróżnicowanych dziedzin. Konkretnie metoda TRIZ pozwala na rozwiązywanie sprzeczności pojawiających się podczas zawiązywania nowej koncepcji, jak na przykład w dziedzinie napędów, sprzeczność waga/masa, lub w informatyce, sprzeczność prędkość/trwałość pamięci. Narzędzia metody TRIZ są w szczególności wykorzystywane we Francji w przemyśle samochodowym i w areonautyce, lecz nierzadkie są odwołania do innych sektorów przemysłu.
Narzędzia metody TRIZ pozwalają jednocześnie na rozwiązywanie problemów wynalazczości, na przygotowywanie złożenie wniosku patentowego, lecz również na przygotowywanie strategii oddziałów R&D.
Metoda TRIZ określa zróżnicowane stopnie wynalazczości w funkcji zasobów w kategoriach wiedzy nabytej w jej zastosowaniu.

## ARIZ, algorytm metody TRIZ
Algorytm ARIZ (występujący w kilku odmianach) jest pewnym głównym krokiem metody TRIZ i wykorzystuje całość narzędzi metody TRIZ.

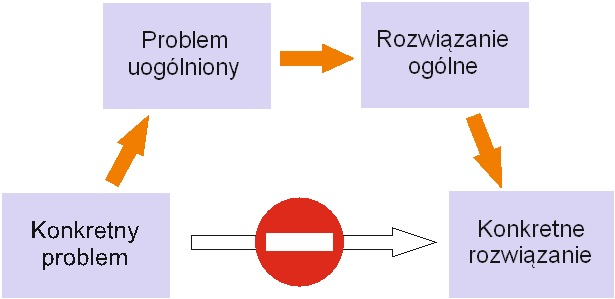
Ścieżka rozwiązywania problemów wynalazczości metodą TRIZ

Wychodząc od udostępnionej macierzy sprzeczności, z pewną kategoryzacją reguł wynalazczych, jak i z listą zjawisk fizycznych, interaktywne wynikowe zastosowania są równoważne zastosowaniu algorytmu ARIZ. Jego zastosowanie jest następstwem pierwotnego sformułowania problemu w postaci sprzeczności technicznej, z celem przejścia od określonego problemu zgeneralizowanego do innych wyobrażalnych rozwiązań. Algorytm ARIZ składa się z 9 etapów:
1. Analizy problemu
2. Analizy modelu sytuacji początkowej
3. Sformułowania idealnego rozwiązania końcowego, jak i sprzeczności fizycznych
4. Zastosowania zasobów teorii wepola (patrz: niżej)
5. Zastosowania bazy danych metody TRIZ
6. Finalizacji w proponowaniu i zastępowaniu problemu
7. W szacowaniu jakości rozwiązania w trybów zażegnywania sprzeczności technicznych
8. Maksymalnie możliwego użycia zasobów, walorów otrzymanego rozwiązania
9. Nadzoru nad etapem rozwiązania wdrażanego na poziomie przedsiębiorstwa

### Idealne rozwiązanie końcowe
Pojęciem centralnym w metodzie TRIZ jest Idealne Rozwiązanie Końcowe, zwane też Idealnym Wynikiem Końcowym lub Rezultatem Idealnym
Pod pojęciem idealnego rozwiązania końcowego rozumie się taki opis obiektu idealnego, który maksymalizowałby spełnianie funkcji pożytecznej przy jednoczesnym minimalizowaniu kosztów i skutków występowania czynności szkodliwych. Ten ideał jest założeniem utopijnym, wziętym niemniej pod uwagę w celu przełamania ograniczeń natury psychologicznej w kreatywności.
Według Altszulera, jego cele są następujące:
- wzmóc występowanie myśli i idei o charakterze kreatywnym,
- zorientować dyskusję w kierunku rozwiązań odrzucających kompromis,
- określić granice stosowalności rozważanego przypadku,
- określić narzędzia metody TRIZ, które będą zastosowane.

Pojęcie idealnego rozwiązania końcowego może być wyrażone w formie frazy typu:
Odstępstwo od rozwiązania idealnego zasadniczo jest reprezentowane przez:
{\displaystyle D={\frac {\sum F_{u}}{\sum F_{n}+\sum F_{c}}},}
gdzie:
{\displaystyle \sum F_{u}} oznacza sumę czynności użytecznych,
{\displaystyle \sum F_{n}} sumę czynności szkodliwych (niepożądanych), zaś
{\displaystyle \sum F_{c}} elementy powodujące wzrost kosztów.

### Chwyty wynalazcze (reguły wynalazczości)
Na podstawie zgłoszeń rozwiązań patentowych zarejestrowanych w byłym Związku Radzieckim, Gienrich Altszuller zidentyfikował 40 chwytów wynalazczych, będących u podstaw wszystkich zabiegów wynalazczych. Te 40 chwytów wynalazczych służy do rozwiązywania sprzeczności technicznych, albo też do rozwiązywania problemu, wynikłego wówczas, gdy ktoś usiłuje poprawić wartość jednego z parametrów systemu przy jednoczesnym pogorszeniu wartości drugiego parametru.
| 1) Zasada podziału - Podzielić obiekt na niezależne części - Uczynić obiekt rozkładalnym (usprawnić jego demontaż na części) - Powiększyć stopień segmentacji (fragmentacji) 2) Zasada wydzielenia - Wyodrębnić z obiektu część lub tylko jedną z jego zakłócających właściwości (ująć lub oddzielić z obiektu) - Wyodrębnić lub wyizolować tylko właściwość lub część użyteczną obiektu 3) Zasada jakości lokalnej - Przejść od struktury obiektu jednorodnej do struktury niejednorodnej lub przejść od otoczenia lub czynności zewnętrznej jednorodnej do otoczenia lub czynności zewnętrznej niejednorodnej - Sprawić finalnie, by każda część obiektu realizowała różne czynności w możliwie najlepszych do spełnienia warunkach - Poddawać specjalizacji różne, odmienne części obiektu (sprawić finalnie, by każda część wypełniała odmienną czynność użyteczną) 4) Zasada asymetrii - Zastąpić formę symetryczną obiektu formą asymetryczną - Jeśli obiekt wykazuje się już symetrycznością, uwydatnić jego asymetrię 5) Zasada łączenia - Zgrupować lub połączyć ze sobą obiekty identyczne lub podobne (jednorodne), zmontować części identyczne, przeznaczone do wykonywania czynności w sposób zrównoleglony lub przywilednych - Połączyć, zgrupować w czasie czynności jednorodne lub przywiledne 6) Zasada uniwersalności - Uczynić obiekt zdolnym do realizacji kilku czynności, w celu zastąpienia czynności realizowanych przez inne części obiektu 7) Zasada zagnieżdżonych struktur (Matrioszki) - Kolejno umieszczać obiekty zagnieżdżone jeden w drugim - Umieszczać jedną część obiektu w otworze lub wnęce wykonanej w innej części 8) Zasada przeciwwagi - Zrównoważyć ciężar obiektu poprzez połączenie z jednym lub wieloma innymi obiektami posiadającymi siłę wznoszącą/wypornościową - Zrównoważyć ciężar obiektu dzięki zapewnieniu interakcji z otoczeniem (z użyciem sił aerodynamicznych, hydrodynamicznych, wypornościowych...) 9) Metoda uprzedniego działania - Jeśli zachodzi konieczność realizacji czynności, przy której występują zarówno zjawiska użyteczne, jak i szkodliwe, zrealizować dodatkową czynność zapobiegawczą w celu zniwelowania zjawisk szkodliwych. - Jeśli obiekt w realizacji założonej funkcji musi być poddany działaniu niepożądanych, lecz znanych obciążeń, poddać go wstępnemu działaniu znanego obciążenia. 10) Zasada wstępnego działania - Dokonać zmiany wymagane później, całkowicie lub częściowo, zanim to będzie konieczne. - Wstępnie dokonać pozycjonowania obiektów, tak aby mogły one zadziałać w realizacji swoich funkcji w dogodny sposób, bez strat czasu (opóźnień). 11) Zasada wstępnie podłożonej poduszki - Zniwelować niedostatki niezawodności obiektu, poprzez jego prewencyjne pomiary 12) Zasada równoważności - W obecności pola potencjalnego (oddziaływania sił) ograniczyć możliwości zmiany pozycji/zmiany warunków pracy obiektu, w celu uniknięcia konieczności podnoszenia lub opuszczania obiektu w polu grawitacyjnym 13) Zasada inwersji - Odwrócić czynność pożyteczną, normalnie stosowaną w celu rozwiązania problemu - Unieruchomić części wzajemnie ruchome (lub otoczenie zewnętrzne obiektu), natomiast wprawić w ruch części stałe, dotychczas pozostające nieruchomo - Odwrócić do góry nogami obiekt lub dokonać odwrócenia biegu procesu 14) Zasada stosowania krzywizn - Zastąpić proste krzywymi, wycinki płaszczyzn półsferami, przedmioty sześcienne kulistymi, - Zastosować łożyska kulkowe, kulki, spirale, czasze (w architekturze) - Zastąpić przesunięcia liniowe obrotami, zastosować siły odśrodkowe... 15) Zasada dynamiczności - Pozwolić (przewidując również) dopasowywanie charakterystyki obiektu (procesu lub otoczenia), tak aby uczynić czynność optymalną, lub przemieszczanie się w najlepszych warunkach eksploatacyjnych obiektu - Podzielić obiekt na elementy mogące się przemieszczać wzajemnie - Uczynić elastycznym lub skłonnym do adaptacji obiekt (lub proces) wcześniej będący sztywnym, nie elastycznym 16) Zasada nadmiernego lub częściowego działania - Jeśli jest utrudnione uzyskanie wyniku na 100% według zadanego sposobu, należy czynność realizować częściowo lub z nadmiarem, wówczas realizowana w ten sposób czynność może znacząco zmniejszyć tę trudność 17) Zasada stosowania przejścia w inny wymiar - Dołączyć dodatkowy wymiar: obiekt dotychczas przemieszczany wzdłuż linii przemieścić w płaszczyźnie, a obiekt przemieszczany na płaszczyźnie w przestrzeni 3D - Zastosować w montażu obiektów wielopowłokowość w miejsce pojedynczej powłoki - Wychylić lub inaczej ustawić obiekt, ustawić go na jednym boku - Wykorzystać inną stronę obiektu niż dotychczas wykorzystana - Zastosować strumień światła kierowany na powierzchnię sąsiednią lub na stronę przeciwstawną do dotychczas wykorzystywanej 18) Zasada stosowania drgań mechanicznych, wzbudzeń - Uczynić obiekt wibrującym lub drgającym - Jeśli drgania obiektu już występują, powiększyć częstotliwość drgań (aż po zakres ultradźwięków) - Zastosować częstotliwość rezonansu, drgań własnych - Zastąpić drgania mechaniczne obiektu wibracjami piezoelektrycznymi - Połączyć oddziaływania ultradźwiękami z oddziaływaniem polami elektromagnetycznymi 19) Zasada czynności wykonywanej okresowo - Zastąpić czynność o charakterze ciągłym czynnością realizowaną okresowo lub impulsowo - Jeśli czynność jest już czynnością wykonywaną okresowo, zmodyfikować jej częstotliwość, lub okres występowania - Zastosować pauzy pomiędzy impulsami w celu realizacji innej czynności dodatkowej 20) Zasada ciągłości - Pracować w sposób ciągły, uprzywilejować czynności, w których wszystkie części obiektu pracują w pełnym trybie ciągłym ich eksploatacji - Eliminować okresy pracy jałowej, kroki puste, czynności pośredniczące | 21) Zasada podwyższonej prędkości działania - Poprowadzić czynności lub pewne etapy (te niepożądane i szkodliwe, niebezpieczne, obciążone ryzykiem) w wielką prędkością. 22) Zasada zamiany (równoważności) - Wykorzystać objawy niepożądane lub uciążliwe (zwłaszcza względem otoczenia) w celu otrzymania czynności użytecznej - Powiększyć, nasilić występowanie efektu uciążliwego do takiego, aby przestał on być uciążliwy 23) Zasada sprzężenia zwrotnego - Wprowadzić podrzędną współuczestniczącą czynności (odpowiedzi, weryfikacji) w celu poprawy postępowania lub czynności - Jeśli czynność współuczestnicząca podrzędna już występuje, zmodyfikować ją (jej stopień nasilenia, występowania, oddziaływania) 24) Zasada pośrednika - Wykorzystać obiekt lub czynność, zabieg pośredniczący z celu przekazania czynności zasadniczej - Tymczasowo dokonywać złączeń jednego obiektu z innym, jednakże w sposób, który umożliwi również (odwracalne) łatwe ich rozłączenie 25) Zasada samoobsługi - Uczynić obiekt autonomicznym, samowystarczalnym (włączając w to auto-konserwację) dorzucając funkcje pomocnicze użyteczne (odnowy, regeneracji) - Zastosować zasoby porzucane lub odrzucane: (zasobniki) energii, odpadów… 26) Zasada kopiowania - Zastosowywać raczej kopie uproszczone i dobrze sprzedajne obiektu, niż jego wersje złożone, drogie, wrażliwe i kruche - Zastąpić obiekt lub jego czynność jego optyczną kopią - Jeśli już jest stosowana kopia optyczna obiektu, przejść od kopii optycznej w zakres podczerwieni, lub ultrafioletu 27) Zasada niskiej trwałości - Zastąpić obiekt drogi, licznymi obiektami dobrze sprzedającymi się, zarzucając pewne jego właściwości (jak na przykład trwałość i długi okres użytkowania) 28) Zasada wprowadzania niemechanicznych oddziaływań - Zastąpić system mechaniczny z użyciem środków zmysłowych (bodźców optycznych, akustycznych, dotykowych, zapachowych) - Oddziaływać, wchodzić w interakcję z obiektem z użyciem pól elektrycznych, magnetycznych, elektromagnetycznych - Przejść od pól statycznych (przestrzennie lub czasowo) do pól ruchomych (przestrzennie lub czasowo), od pól jednorodnych do pól niejednorodnych, wykazujących się fakturą, strukturą - Połączyć stosowanie pól z zastosowaniem cząstek reagujących na pole sił (zwłaszcza cząstki ferromagnetyków) 29) Zasada płynności - Zastąpić części stałe obiektu stanem gazowym lub ciekłym skupienia: obiekty nadmuchiwane/napełniane (powietrzem/wodą), poduszki powietrzne, hydrostatyczne i hydroreaktywne. 30) Zasada stosowania elastycznych membran, błon - Zastąpić struktury trójwymiarowe membranami giętkimi, jak i ciekłymi błonami - Odizolować obiekt od jego otoczenia stosując membrany giętkie lub cienkie błony 31) Zasada porowatości - Uczynić obiekt porowatym lub dołączyć do niego elementy porowate (wkłady, okrycia...) - Jeśli obiekt jest już porowaty, wypełnić te pory użyteczną substancją (lub wdrożyć je w realizację funkcji użytecznej) 32) Zasada zmiany barwy - Zmodyfikować, zmienić kolor obiektu lub jego otoczenia - Zmienić stopień przezroczystości obiektu lub jego otoczenia - Stosować dodatki koloryzujące, w celu ułatwienia zaobserwowania obiektów (procesów) trudnych w obserwacji - Jeśli takie dodatki koloryzujące są już stosowane, zastosować w obiekcie znaczniki (izotopowe?) 33) Zasada jednorodności - Stosować taki sam materiał w obiektach wchodzących w interakcję, współdziałanie z zadanym obiektem (lub materiały mające właściwości podobne lub zbliżone do właściwości zadanego obiektu) 34) Zasada odrzucania i regeneracji - Wyeliminować (poprzez roztwarzanie, odparowywanie) części obiektu, które zakończyły realizację swoich funkcji lub bezpośrednio poddawać je modyfikacji w trakcie realizacji czynności użytecznej - Przeciwnie, zużyte obiekty poddawać regeneracji lub odzyskiwaniu bezpośrednio w trakcie czynności 35) Zasada zmiany wartości parametrów - Zmienić stan skupienia (ze stałego, ciekłego, gazowego) - Zmienić stopień zagęszczenia, koncentracji, gęstości lub konsystencji obiektu - Poddać modyfikacji stopień elastyczności obiektu - Dokonać zmiany temperatury obiektu 36) Zasada przemian fazowych - Zastosować zjawiska powiązane ze zmianami fazy, stanu skupienia: zmiana objętości, przyboru lub utraty ciepła... 37) Zasada rozszerzalności (termicznej) - Zastosować rozszerzalność lub kurczliwość termiczną materiałów - Jeśli rozszerzalność termiczna została już zastosowana, zastosować kilka materiałów o różniących się współczynnikach rozszerzalności termicznej 38) Zasada stosowania silnych utleniaczy - Zastąpić powietrze powietrzem wzbogaconym tlenem - Zastąpić powietrze wzbogacone tlenem czystym tlenem - Wystawić atmosferę lub tlen na działanie promieniowania jonizującego - Zastosować tlen zjonizowany - Zastąpić tlen zjonizowany (lub ozonowany) ozonem 39) Zasada stosowania elementów inercyjnych - Zastępowania normalnego otoczenia otoczeniem inercyjnym, realizować proces w warunkach próżniowych - Dołączyć elementy inercyjne lub dodatki inercyjne 40) Zasada stosowania materiałów kompozytowych - Zastąpić materiały jednorodne materiałami kompozytowymi |

### Parametry techniczne
Pewnych 39 parametrów pozwala doprecyzować definicję systemu technicznego. Z pomocą macierzy TRIZ, dąży się do poprawy jednego z parametru, starając się zachować wartości pozostałych.
Lista tych 39 parametrów jest następująca:
| 01/1 – waga obiektu ruchomego 02/2 – waga obiektu statycznego 03/3 – długość obiektu ruchomego 04/4 – długość obiektu statycznego 05/5 – powierzchnia obiektu ruchomego 06/6 – powierzchnia obiektu statycznego 07/7 – objętość obiektu ruchomego 08/8 – objętość obiektu statycznego 09/9 – prędkość 10/A – siła 11/B – naprężenie, ciśnienie 12/C – kształt 13/D – stabilność obiektu (układu/systemu) 14/E – rezystancja/odporność 15/F – wytrwałość w realizacji czynności obiektu ruchomego 16/G – wytrwałość w realizacji czynności obiektu statycznego 17/H – temperatura 18/I – jasność 19/J – energia zużytkowywana przez obiekt ruchomy 20/K – energia zużytkowywana przez obiekt statyczny | 21/L – moc 22/M – utrata energii 23/N – utrata substancji 24/O – utrata informacji 25/P – strata/opóźnienia czasowe 26/Q – ilość substancji 27/R – niezawodność 28/S – dokładność pomiaru 29/T – dokładność wykonania/produkcji 30/U – czynnik negatywny wynikający z czynności obiektu 31/V – wzbudzane czynniki negatywne 32/W – łatwość w realizacji 33/X – dogodność użytkowania 34/Y – stopień dogodności w konserwacji 35/Z – stopień adaptacyjności 36/a – złożoność wytwarzanego obiektu/systemu 37/b – złożoność sterowania obiektem/systemem 38/c – stopień automatyzacji 39/d – produktywność |

### Macierz sprzeczności technicznych
Kilka kolejnych wariantów macierzy sprzeczności technicznych zostało opracowanych. Po dokonaniu nowych kompilacji baz danych rozwiązań patentowych, ostatnie wersje macierzy sprzeczności są zdolne do dostarczenia wyników bardzo satysfakcjonujących.
W komórkach każdego przecięcia wybranego wiersza i kolumny w macierzy sprzeczności są zgromadzone numery chwytów wynalazczych, które odpowiadają możliwemu dojściu do rozwiązania zadanej sprzeczności technicznej.
|                                       |   |                                             | Parametr degradowany | Parametr degradowany | Parametr degradowany | Parametr degradowany | Parametr degradowany | Parametr degradowany | Parametr degradowany | Parametr degradowany | Parametr degradowany | Parametr degradowany | Parametr degradowany | Parametr degradowany | Parametr degradowany | Parametr degradowany | Parametr degradowany | Parametr degradowany | Parametr degradowany | Parametr degradowany | Parametr degradowany | Parametr degradowany | Parametr degradowany | Parametr degradowany | Parametr degradowany | Parametr degradowany | Parametr degradowany | Parametr degradowany | Parametr degradowany | Parametr degradowany | Parametr degradowany | Parametr degradowany | Parametr degradowany | Parametr degradowany | Parametr degradowany | Parametr degradowany | Parametr degradowany | Parametr degradowany | Parametr degradowany | Parametr degradowany | Parametr degradowany |
|                                       |   | P                                           | 1                    | 2                    | 3                    | 4                    | 5                    | 6                    | 7                    | 8                    | 9                    | A                    | B                    | C                    | D                    | E                    | F                    | G                    | H                    | I                    | J                    | K                    | L                    | M                    | N                    | O                    | P                    | Q                    | R                    | S                    | T                    | U                    | V                    | W                    | X                    | Y                    | Z                    | a                    | b                    | c                    | d                    |
| ------------------------------------- | - | ------------------------------------------- | -------------------- | -------------------- | -------------------- | -------------------- | -------------------- | -------------------- | -------------------- | -------------------- | -------------------- | -------------------- | -------------------- | -------------------- | -------------------- | -------------------- | -------------------- | -------------------- | -------------------- | -------------------- | -------------------- | -------------------- | -------------------- | -------------------- | -------------------- | -------------------- | -------------------- | -------------------- | -------------------- | -------------------- | -------------------- | -------------------- | -------------------- | -------------------- | -------------------- | -------------------- | -------------------- | -------------------- | -------------------- | -------------------- | -------------------- |
| P a r a m e t r p o w i ę k s z a n y | 1 | Masa obiektu ruchomego                      |                      |                      | F8TY                 |                      | THcY                 |                      | T2eS                 |                      | 28Fc                 | 8AIb                 | Aabe                 | AEZe                 | 1ZJd                 | SRIe                 | 5YVZ                 |                      | 6T4c                 | J1W                  | ZCYV                 |                      | CaIV                 | 62YJ                 | 5Z3V                 | AOZ                  | AZKS                 | 3QIV                 | 13BR                 | SRZQ                 | SZQI                 | MLIR                 | MZVd                 | RS1a                 | Z32O                 | 2RSB                 | T5F8                 | QUaY                 | STQW                 | QZIJ                 | Z3Ob                 |
| P a r a m e t r p o w i ę k s z a n y | 2 | Masa obiektu statycznego                    |                      |                      |                      | A1TZ                 |                      | ZUD2                 |                      | 5ZE2                 |                      | 8AJZ                 | DTAI                 | DATE                 | Qd1e                 | S2AR                 |                      | 2RJ6                 | SJWM                 | JWZ                  |                      | IJS1                 | FJIM                 | IJSF                 | 58DU                 | AFZ                  | AKZQ                 | J6IQ                 | AS83                 | IQS                  | A1ZH                 | 2JMb                 | ZM1d                 | S19                  | 6D1W                 | 2RSB                 | JFT                  | 1AQd                 | PSHF                 | 2QZ                  | 1SFZ                 |
| P a r a m e t r p o w i ę k s z a n y | 3 | Długość obiektu ruchomego                   | 8FTY                 |                      |                      |                      | FH4                  |                      | 7H4Z                 |                      | D48                  | HA4                  | 18Z                  | 18AT                 | 18FY                 | 8ZTY                 | J                    |                      | AFJ                  | W                    | 8ZO                  |                      | 1Z                   | 72Zd                 | 4TNA                 | 1O                   | F2T                  | TZ                   | AETe                 | SW4                  | ASTb                 | 1FHO                 | HF                   | 1TH                  | FTZ4                 | 1SA                  | EF1G                 | 1JQO                 | Z1QO                 | HOQG                 | E4ST                 |
| P a r a m e t r p o w i ę k s z a n y | 4 | Długość obiektu ruchomego                   |                      | ZSeT                 |                      |                      |                      | H7Ae                 |                      | Z82E                 |                      | SA                   | 1EZ                  | DEF7                 | dbZ                  | FESQ                 |                      | 1AZ                  | 3ZcI                 | 3P                   |                      |                      | C8                   | 6S                   | ASOZ                 | OQ                   | UTE                  |                      | FTS                  | WS3                  | 2WA                  | 1I                   |                      | FHR                  | 2P                   | 3                    | 1Z                   | 1Q                   | Q                    |                      | UE7Q                 |
| P a r a m e t r p o w i ę k s z a n y | 5 | Powierzchnia obiektu ruchomego              | 2HT4                 |                      | EFI4                 |                      |                      |                      | 7EH4                 |                      | TU4Y                 | JUZ2                 | AFaS                 | 5YT4                 | B2Dd                 | 3FeE                 | 63                   |                      | 2FG                  | FWJD                 | JW                   |                      | JAWI                 | FHUQ                 | AZ2d                 | UQ                   | Q4                   | TU6D                 | T9                   | QSW3                 | 2W                   | MXS1                 | H2Id                 | D1QO                 | FHDG                 | FDA1                 | FU                   | E1D                  | 2aQI                 | EUSN                 | AQY2                 |
| P a r a m e t r p o w i ę k s z a n y | 6 | Powierzchnia obiektu statycznego            |                      | U2EI                 |                      | Q79d                 |                      |                      |                      |                      |                      | 1IZa                 | AFab                 |                      | 2c                   | e                    |                      | 2AJU                 | Zdc                  |                      |                      |                      | HW                   | H7U                  | AEId                 | UG                   | AZ4I                 | 2Ie4                 | WZe4                 | QSW3                 | 2TIa                 | R2dZ                 | M1e                  | eG                   | G4                   | G                    | FG                   | 1Ia                  | 2ZUI                 | N                    | AFH7                 |
| P a r a m e t r p o w i ę k s z a n y | 7 | Objętość obiektu ruchomego                  | 2QTe                 |                      | 174Z                 |                      | 174H                 |                      |                      |                      | T4cY                 | FZab                 | 6Zab                 | 1FT4                 | SA1d                 | 9EF7                 | 6Z4                  |                      | YdAI                 | 2DA                  | Z                    |                      | Z6DI                 | 7FDG                 | adYA                 | 2M                   | 26YA                 | TU7                  | E1eB                 | PQS                  | PS2G                 | MLRZ                 | H2e1                 | T1e                  | FDUC                 | A                    | FT                   | Q1                   | TQ4                  | ZYGO                 | A62Y                 |
| P a r a m e t r p o w i ę k s z a n y | 8 | Objętość obiektu statycznego                |                      | ZAJE                 | JE                   | Z82E                 |                      |                      |                      |                      |                      | 2Ib                  | OZ                   | 72Z                  | YSZe                 | 9EHF                 |                      | ZYc                  | Z64                  |                      |                      |                      | U6                   |                      | AdZY                 |                      | ZGWI                 | Z3                   | 2ZG                  |                      | ZAP                  | YdJR                 | UIZ4                 | Z                    |                      | 1                    |                      | 1V                   | 2HQ                  |                      | ZbA2                 |
| P a r a m e t r p o w i ę k s z a n y | 9 | Prędkość                                    | 2SDc                 |                      | DE8                  |                      | TUY                  |                      | 7TY                  |                      |                      | DSFJ                 | 6Ice                 | ZFIY                 | SX1I                 | 83QE                 | 3JZ5                 |                      | SUa2                 | ADJ                  | 8FZc                 |                      | JZc2                 | EKJZ                 | ADSc                 | DQ                   |                      | AJTc                 | BZRS                 | SW1O                 | ASWP                 | 1SZN                 | 2OZL                 | ZD81                 | WSDC                 | Y2SR                 | FAQ                  | AS4Y                 | 3YRG                 | AI                   |                      |
| P a r a m e t r p o w i ę k s z a n y | A | Siła                                        | 81bI                 | ID1S                 | HJ9a                 | SA                   | JAF                  | 1Iab                 | F9Cb                 | 2aIb                 | DSFC                 |                      | ILB                  | AZeY                 | ZAL                  | ZAER                 | J2                   |                      | ZAL                  |                      | JHA                  | 1Gab                 | JZIb                 | EF                   | 8Ze5                 |                      | Aba                  | ETIa                 | 3ZDL                 | ZANO                 | STba                 | 1ZeI                 | D3aO                 | FbI1                 | 1S3P                 | F1B                  | FHIK                 | QZAI                 | abAJ                 | 2Z                   | 3SZb                 |
| P a r a m e t r p o w i ę k s z a n y | B | Naprężenie, ciśnienie                       | Aabe                 | DTAI                 | ZAa                  | Z1EG                 | AFaS                 | AFab                 | 6ZA                  | ZO                   | 6Za                  | aZL                  |                      | Z4FA                 | ZX2e                 | 9I3e                 | J3R                  |                      | ZdJ2                 |                      | EOAb                 |                      | AZE                  | 2aP                  | Aa3b                 |                      | ba4                  | AEa                  | ADJZ                 | 6SP                  | 3Z                   | M2b                  | 2XRI                 | 1ZG                  | B                    | 2                    | Z                    | J1Z                  | 2ab                  | ZO                   | AEZb                 |
| P a r a m e t r p o w i ę k s z a n y | C | Forma                                       | 8ATe                 | FAQ3                 | TY54                 | DEA7                 | 5Y4A                 |                      | E4FM                 | 72Z                  | ZFYI                 | ZAbe                 | YFAE                 |                      | X1I4                 | UEAe                 | EQ9P                 |                      | MEJW                 | DFW                  | 26YE                 |                      | 462                  | E                    | ZT35                 |                      | EAYH                 | aM                   | AeG                  | SW1                  | WUe                  | M12Z                 | Z1                   | 1WHS                 | WFQ                  | 2D1                  | 1FT                  | GT1S                 | FDd                  | F1W                  | HQYA                 |
| P a r a m e t r p o w i ę k s z a n y | D | Stabilność                                  | LZ2d                 | Qd1e                 | DF1S                 | b                    | 2BD                  | d                    | SAJd                 | YSZe                 | XFSI                 | AZLG                 | 2Ze                  | M1I4                 |                      | H9F                  | DRAZ                 | d3ZN                 | Z1W                  | W3RG                 | DJ                   | R4TI                 | WZRV                 | E2d6                 | 2EUe                 |                      | ZR                   | FWZ                  |                      | D                    | I                    | ZOUI                 | ZeRd                 | ZJ                   | WZU                  | 2ZAG                 | ZUY2                 | 2ZMQ                 | ZMdN                 | 18Z                  | NZe3                 |
| P a r a m e t r p o w i ę k s z a n y | E | Opór                                        | 18eF                 | eQR1                 | 1F8Z                 | FESQ                 | 3YeT                 | 9eS                  | AFE7                 | 9EHF                 | 8DQE                 | AI3E                 | A3Ie                 | AUZe                 | DHZ                  |                      | R3Q                  |                      | UAe                  | ZJ                   | JZA                  | Z                    | AQZS                 | Z                    | ZSVe                 |                      | T3SA                 | TAR                  | B3                   | 3RG                  | 3R                   | IZb1                 | FZM2                 | B3AW                 | WeP2                 | RB3                  | F3W                  | 2DPS                 | R3Fe                 | F                    | TZAE                 |
| P a r a m e t r p o w i ę k s z a n y | F | Wytrzymałość obiektu ruchomego              | J5YV                 |                      | 2J9                  |                      | 3HJ                  |                      | A2JU                 |                      | 3Z5                  | J2G                  | J3R                  | EQSP                 | D3Z                  | R3A                  |                      |                      | JZd                  | 2J4Z                 | S6ZI                 |                      | JAZc                 |                      | SR3I                 | A                    | KASI                 | 3ZAe                 | B2D                  | 3                    | 3RGe                 | MFXS                 | LdGM                 | R14                  | CR                   | TAR                  | 1ZD                  | A4TF                 | JTdZ                 | 6A                   | ZHEJ                 |
| P a r a m e t r p o w i ę k s z a n y | G | Wytrzymałość obiektu statycznego            |                      | 6RJG                 |                      | 1eZ                  |                      |                      |                      | ZYc                  |                      |                      |                      |                      | d3ZN                 |                      |                      |                      | JIae                 |                      |                      |                      | G                    |                      | RGIc                 | A                    | SKAG                 | 3ZV                  | YR6e                 | AQO                  |                      | H1eX                 | M                    | ZA                   | 1                    | 1                    | 2                    |                      | PY6Z                 | 1                    | KAGc                 |
| P a r a m e t r p o w i ę k s z a n y | H | Temperatura                                 | aM6c                 | MZW                  | FJ9                  | FJ9                  | 3ZdI                 | Zc                   | YdeI                 | Z64                  | 2SaU                 | ZA3L                 | ZdJ2                 | EMJW                 | 1ZW                  | AUMe                 | JDd                  | JIae                 |                      | WULG                 | JF3H                 |                      | 2EHP                 | LHZc                 | LaTV                 |                      | ZSLI                 | 3HUd                 | JZ3A                 | WJO                  | O                    | MXZ2                 | MZ2O                 | QR                   | QR                   | 4AG                  | 2IR                  | 2HG                  | 3RZV                 | Q2JG                 | FSZ                  |
| P a r a m e t r p o w i ę k s z a n y | I | Jasność                                     | J1W                  | 2ZW                  | JWG                  |                      | JWQ                  |                      | 2DA                  |                      | ADJ                  | QJ6                  |                      | WU                   | W3R                  | ZJ                   | 2J6                  |                      | WZJ                  |                      | W1J                  | WZ1F                 | W                    | DG16                 | D1                   | 16                   | J1QH                 | 1J                   |                      | BFW                  | 3W                   | FJ                   | ZJWd                 | JZSQ                 | SQJ                  | FHDG                 | F1J                  | 6WD                  | WF                   | 2QA                  | 2PG                  |
| P a r a m e t r p o w i ę k s z a n y | J | Energia wydatkowana przez obiekt nieruchomy | CISV                 |                      | CS                   |                      | FJP                  |                      | ZDI                  |                      | 8ZZ                  | GQL2                 | NEP                  | C2T                  | JDHO                 | 5J9Z                 | SZ6I                 |                      | JO3E                 | 2FJ                  |                      |                      | 6JbI                 | CMFO                 | ZOI5                 |                      | ZcJI                 | YNGI                 | JLBR                 | 31W                  |                      | 1Z6R                 | 2Z6                  | SQU                  | JZ                   | 1FHS                 | FHDG                 | 2TRS                 | Zc                   | W2                   | CSZ                  |
| P a r a m e t r p o w i ę k s z a n y | K | Energia wydatkowana przez obiekt ruchomy    |                      | J96R                 |                      |                      |                      |                      |                      |                      |                      | ab                   |                      |                      | R4TI                 | Z                    |                      |                      |                      | J2ZW                 |                      |                      |                      |                      | SRIV                 |                      |                      | 3ZV                  | AaN                  |                      |                      | A2Mb                 | JMI                  | 14                   |                      |                      |                      |                      | JZGP                 |                      | 16                   |
| P a r a m e t r p o w i ę k s z a n y | L | Moc                                         | 8acV                 | JQHR                 | 1AZb                 |                      | Jc                   | HWDc                 | Z6c                  | U6P                  | FZ2                  | Q2aZ                 | MAZ                  | TE2e                 | ZWFV                 | QAS                  | JZAc                 | G                    | 2EHP                 | G6J                  | G6Jb                 |                      |                      | AZc                  | SRIc                 | AJ                   | ZKA6                 | 4YJ                  | JOQV                 | WF2                  | W2                   | JMV2                 | 2ZI                  | QAY                  | QZA                  | Z2AY                 | JHY                  | KJUY                 | JZG                  | S2H                  | SZY                  |
| P a r a m e t r p o w i ę k s z a n y | M | Utrata energii                              | F6JS                 | J6I9                 | 726D                 | 6c7                  | FQHU                 | H7UI                 | 7IN                  | 7                    | GZc                  | ac                   |                      |                      | E2d6                 | Q                    |                      |                      | Jc7                  | 1DWF                 |                      |                      | 3c                   |                      | ZR2b                 | JA                   | AIW7                 | 7IP                  | BAZ                  | W                    |                      | LMZ2                 | LZ2M                 |                      | ZW1                  | 2J                   |                      | 7N                   | Z3FN                 | 2                    | SATZ                 |
| P a r a m e t r p o w i ę k s z a n y | N | Utrata substancji                           | Z6Ne                 | Z6MW                 | ETAd                 | ASO                  | Z2AV                 | AIdV                 | 1TUa                 | 3dIV                 | ADSc                 | EFIe                 | 3abA                 | TZ35                 | 2EUe                 | ZSVe                 | SR3I                 | RGIc                 | LadV                 | 16D                  | ZIO5                 | SRCV                 | SRIc                 | ZR2V                 |                      |                      | FIZA                 | 63AO                 | ATdZ                 | GYVS                 | ZAOV                 | XMUe                 | A1YT                 | FYX                  | WS2O                 | 2ZYR                 | FA2                  | ZASO                 | ZIAD                 | ZAI                  | SZAN                 |
| P a r a m e t r p o w i ę k s z a n y | O | Utrata informacji                           | AOZ                  | AZ5                  | 1Q                   | Q                    | UQ                   | UG                   |                      | 2M                   | QW                   |                      |                      |                      |                      |                      | A                    | A                    |                      | J                    |                      |                      | AJ                   | JA                   |                      |                      | OQSW                 | OSZ                  | ASN                  |                      |                      | MA1                  | ALM                  | W                    | RM                   |                      |                      |                      | ZX                   | Z                    | DNF                  |
| P a r a m e t r p o w i ę k s z a n y | P | Strata czasu                                | AKbZ                 | AKQ5                 | F2T                  | UOE5                 | Q45G                 | AZH4                 | 25YA                 | ZGWI                 |                      | Aba5                 | ba4                  | 4AYH                 | Z3M5                 | T3SI                 | KASI                 | SKAG                 | ZTLI                 | 1JQH                 | ZcJI                 | 1                    | ZKA6                 | A5IW                 | ZIAd                 | OQSW                 |                      | ZcIG                 | AU4                  | OYSW                 | OQSI                 | ZIY                  | ZMId                 | ZSY4                 | 4SAY                 | W1A                  | ZS                   | 6T                   | ISWA                 | OSZU                 |                      |
| P a r a m e t r p o w i ę k s z a n y | Q | Jakość substancji                           | Z6IV                 | RQIZ                 | TEZI                 |                      | FET                  | 2Ie4                 | FKT                  |                      | ZTYS                 | ZE3                  | AaE3                 | ZE                   | F2He                 | EZYA                 | 3ZAe                 | 3ZV                  | 3Hd                  |                      | YTGI                 | 3ZV                  | Z                    | 7IP                  | 63AO                 | OSZ                  | ZcIG                 |                      | I3Se                 | D2S                  | XU                   | ZXTV                 | 3Zed                 | T1ZR                 | ZTPA                 | 2WAP                 | F3T                  | 3DRA                 | 3RTI                 | 8Z                   | DT3R                 |
| P a r a m e t r p o w i ę k s z a n y | R | Niezawodność                                | 38Ae                 | 3A8S                 | F9E4                 | FTSB                 | HAEG                 | WZe4                 | 3AEO                 | 2ZO                  | LZBS                 | 8SA3                 | AOZJ                 | Z1GB                 |                      | BS                   | 2Z3P                 | YR6e                 | 3ZA                  | BWD                  | LBRJ                 | aN                   | LBQV                 | ABZ                  | AZTd                 | AS                   | AU4                  | LSe3                 |                      | W3BN                 | BW1                  | RZ2e                 | Z2eQ                 |                      | RHe                  | 1B                   | DZ8O                 | DZ1                  | ReS                  | BDR                  | 1ZTc                 |
| P a r a m e t r p o w i ę k s z a n y | S | Dokładność pomiarowa                        | WZQS                 | SZPQ                 | SQ5G                 | WS3G                 | QSW3                 | QSW3                 | WD6                  |                      | SDWO                 | W2                   | 6SW                  | 6SW                  | WZD                  | S6W                  | S6W                  | AQO                  | 6JSO                 | 61W                  | 36W                  |                      | 36W                  | QWR                  | AGVS                 |                      | OYSW                 | 26W                  | 5B1N                 |                      |                      | SOMQ                 | 3XdA                 | 6ZPI                 | 1DHY                 | 1WDB                 | DZ2                  | RZAY                 | QOWS                 | S2AY                 | AYSW                 |
| P a r a m e t r p o w i ę k s z a n y | T | Dokładność produkcji                        | SWDI                 | SZR9                 | ASTb                 | 2WA                  | SXTW                 | 2TIa                 | WN2                  | PAZ                  | ASW                  | SJYa                 | 3Z                   | WUe                  | UI                   | 3R                   | 3Re                  |                      | JQ                   | 3W                   | W2                   |                      | W2                   | DW2                  | ZVAO                 |                      | WQSI                 | WU                   | BW1                  |                      |                      | QSAa                 | 4HYQ                 |                      | 1WZN                 | PA                   |                      | Q2I                  |                      | QSIN                 | AIWd                 |
| P a r a m e t r p o w i ę k s z a n y | U | Czynniki niepożądane obiektu                | MLRd                 | 2MDO                 | H1d4                 | 1I                   | M1XS                 | R2dZ                 | MNbZ                 | YdJR                 | LMZS                 | DZdI                 | M2b                  | M13Z                 | ZOUI                 | IZb1                 | MFXS                 | H1eX                 | MXZ2                 | 1JWD                 | 1O6R                 | A2Mb                 | JMV2                 | LMZ2                 | XMJe                 | MA2                  | ZIY                  | ZXTV                 | RO2e                 | SXNQ                 | QSAI                 |                      |                      | OZ2                  | 2PSd                 | ZA2                  | ZBMV                 | MJTe                 | MJTe                 | X3Y                  | MZDO                 |
| P a r a m e t r p o w i ę k s z a n y | V | Czynniki niepożądane wtrąceniowe            | JMFd                 | ZM1d                 | HFGM                 |                      | H2Id                 | M1e                  | H2e                  | UIZ4                 | ZS3N                 | ZS1e                 | 2XRI                 | Z1                   | ZeRd                 | FZM2                 | FMXV                 | LdGM                 | MZ2O                 | JOdW                 | 2Z6                  | JMI                  | 2ZI                  | LZ2M                 | A1Y                  | ALT                  | 1M                   | 3Od1                 | O2ed                 | 3XQ                  | 4HYQ                 |                      |                      |                      |                      |                      |                      | J1V                  | 2LR1                 | 2                    | MZId                 |
| P a r a m e t r p o w i ę k s z a n y | W | Dogodność realizacji                        | STFG                 | 1RaD                 | 1TDH                 | FHR                  | D1QC                 | Ge                   | DT1e                 | Z                    | ZD81                 | ZC                   | ZJ1b                 | 1SDR                 | BD1                  | 13AW                 | R14                  | ZG                   | RQI                  | SOR1                 | SQR1                 | 14                   | R1CO                 | JZ                   | FYX                  | WOIG                 | ZSY4                 | ZN1O                 |                      | 1ZCI                 |                      | O2                   |                      |                      | 25DG                 | Z1B9                 | 2DF                  | RQ1                  | 6SB1                 | 8S1                  | Z1AS                 |
| P a r a m e t r p o w i ę k s z a n y | X | Dogodność zastosowania                      | P2DF                 | 6D1P                 | 1HDC                 |                      | 1HDG                 | IGFd                 | 1GZF                 | 4IdV                 | IDY                  | SDZ                  | 2WC                  | FYTS                 | WZU                  | We3S                 | T38P                 | 1GP                  | QRD                  | DH1O                 | 1DO                  |                      | ZY2A                 | 2JD                  | SW2O                 | 4ARM                 | 4SAY                 | CZ                   | HR8e                 | PD2Y                 | 1WZN                 | 2PSd                 |                      | 25C                  |                      | CQ1W                 | FY1G                 | WQCH                 |                      | 1YC3                 | F1S                  |
| P a r a m e t r p o w i ę k s z a n y | Y | Stopień naprawialności                      | 2RZB                 | 2RZB                 | 1SAP                 | 3IV                  | FDW                  | GP                   | P2ZB                 | 1                    | Y9                   | 1BA                  | D                    | 1D24                 | 2Z                   | B129                 | BTSR                 | 1                    | 4A                   | F1D                  | F1SG                 |                      | FAW2                 | F1WJ                 | 2ZYR                 |                      | W1AP                 | 2SAP                 | BA1G                 | A2D                  | PA                   | ZA2G                 |                      | 1ZBA                 | 1CQF                 |                      | 714G                 | Z1DB                 |                      | YZ7D                 | 1WA                  |
| P a r a m e t r p o w i ę k s z a n y | Z | Stopień adaptacyjności                      | 16F8                 | JFTG                 | Z1T2                 | 1ZG                  | ZUT7                 | FG                   | FZT                  |                      | ZAE                  | FHK                  | ZG                   | Fb18                 | ZUE                  | Z3W6                 | D1Z                  | 2G                   | R23Z                 | 6MQ1                 | JZTD                 |                      | J1T                  | IF1                  | FA2D                 |                      | ZS                   | 3ZF                  | ZD8O                 | Z51A                 |                      | ZBWV                 |                      | 1DV                  | FY1G                 | 1G74                 |                      | FTbS                 | 1                    | RYZ                  | ZS6b                 |
| P a r a m e t r p o w i ę k s z a n y | a | Złożoność produktu                          | QUYa                 | 2QZd                 | 1JQO                 | Q                    | E1DG                 | 6a                   | YQ6                  | 1G                   | YAS                  | QG                   | J1Z                  | TDSF                 | 2MHJ                 | 2DS                  | A4SF                 |                      | 2HD                  | OHD                  | R2TS                 |                      | KJUY                 | AZD2                 | ZAST                 |                      | 6T                   | D3RA                 | DZ1                  | 2QAY                 | QOW                  | MJTe                 | J1                   | RQ1D                 | R9QO                 | 1D                   | TFSb                 |                      | FAbS                 | F1O                  | CHS                  |
| P a r a m e t r p o w i ę k s z a n y | b | Złożoność sterowania                        | RQSD                 | 6DS1                 | GHQO                 | Q                    | 2DIH                 | 2dUG                 | T14G                 | 2IQV                 | 34GZ                 | USeJ                 | ZabW                 | RD1d                 | BMdU                 | R3FS                 | JTdP                 | PY6Z                 | 3RZG                 | 2OQ                  | Zc                   | JZG                  | I1GA                 | Z3FJ                 | 1IAO                 | ZXRM                 | ISW9                 | 3RTI                 | ReS8                 | QOWS                 |                      | MJTS                 | 2L                   | 5SBT                 | 25                   | CQ                   | 1F                   | FAbS                 |                      | YL                   | ZI                   |
| P a r a m e t r p o w i ę k s z a n y | c | Stopień automatyzacji                       | SQIZ                 | SQZA                 | EDHS                 | N                    | HED                  |                      | ZDG                  |                      | SA                   | 2Z                   | DZ                   | FW1D                 | I1                   | PD                   | 69                   |                      | Q2J                  | 8WJ                  | 2WD                  |                      | S2R                  | NS                   | ZAI5                 | ZX                   | OSZU                 | ZD                   | BRW                  | SQAY                 | SQIN                 | 2X                   | 2                    | 1QD                  | 1CY3                 | 1ZD                  | R41Z                 | FOA                  | YRP                  |                      | 5CZQ                 |
| P a r a m e t r p o w i ę k s z a n y | d | Produkcyjność                               | ZQOb                 | SRF3                 | I4Sc                 | U7EQ                 | AQYV                 | AZH7                 | 26YA                 | ZbA2                 |                      | SFAa                 | AbE                  | EAYe                 | Z3Md                 | TSAI                 | ZA2I                 | KAGc                 | ZLSA                 | QHJ1                 | ZAcJ                 | 1                    | ZKA                  | SATZ                 | SAZN                 | DFN                  |                      | Zc                   | 1ZAc                 | 1AYS                 | IAW1                 | MZDO                 | ZMId                 | ZS2O                 | 1S7A                 | 1WAP                 | 1ZSb                 | CHSO                 | ZIR2                 | 5CZQ                 |                      |

Stąd, jeśli jest zadany problem do rozwiązania, dla którego:
- Jeden parametr, który ma ulec degradacji jest temperaturą (parametr 17/H).
- Drugi parametr, który ma być poddany powiększeniu jest produktywnością (parametr 39/d),znajduje się te chwyty wynalazcze do zastosowania, które znajdują się w komórce na przecięciu kolumny H i wiersza d, czyli ZLSA:

Z=35) Zasada zmiany Wartości parametru
- Zmienić fazę (ze stałego, ciekłego, gazowego stanu skupienia do innego).
- Zmienić koncentrację, gęstość lub konsystencję.
- Poddać modyfikacji stopień elastyczności.
- Zmienić temperaturę.

L=21) Zasada podwyższonej prędkości
- Poprowadzić postępowanie lub pewne jego etapy (te szkodliwe, niebezpieczne, obciążone pewnym ryzykiem) z wielką prędkością.

S=28) Zasada wprowadzenia niemechanicznego oddziaływania
- Zastąpić system mechaniczny środkami oddziaływania zmysłowego, sensorycznego(bodźca optycznego, akustycznego, dotykowego, zapachowego).
- Współoddziaływać z obiektem z użyciem pól elektrycznych, magnetycznych, elektromagnetycznych.
- Przejść od pól statycznych (przestrzennych lub czasowo) do pól ruchomych (przestrzennie lub czasowo), od pól jednorodnych do pól niejednorodnych, ustrukturyzowanych.
- Połączyć zastosowanie pól z zastosowanie cząstek aktywnych w polu (zwłaszcza cząstek ferromagnetycznych).

A=10) Zasada wstępnego zadziałania
- Dokonać wymaganej zmiany później, całkowicie lub częściowo, zanim to będzie konieczne.
- Wstępnie dokonać ustawień obiektów, tak by wchodziły one w czynność użyteczną z dogniejszego stanu, bez strat, opóźnień w czasie.

### Reguły rozwiązywania sprzeczności fizycznych
Reguły rozwiązywania sprzeczności fizycznych pozwalają na rozdzielenie sprzecznych parametrów pozostających do siebie w opozycji.  Gienrich Altszuller zaproponował 11 reguł:
1. Rozdziału parametrów sprzecznych przestrzennie
2. Dynamicznej zmiany
3. Rozdziału parametru sprzecznych w czasie
4. Połączenia systemów jednorodnych lub niejednorodnych na poziomu nadsystemu
5. Połączenia systemu z anty-systemem, do niego pozostającym w opozycji
6. Przypisania pewnej właściwości P systemowi, jak i anty-właściwości -P podczęściom tego systemu
7. Zejścia na poziom mikroskopijny (struktury materiałowej)
8. Zmiany fazy części systemu rozważanego
9. Zastosowywania zjawisk towarzyszących przejściom fazowym
10. Zastępowania substancji mono-fazowej substancją dwufazową, lub pozostającą w stanie wielofazowości
11. Połączenia przejść fazowych fizyko-chemikalnych

Trafna i kluczowa identyfikacja sprzeczności fizycznej niejednokrotnie jest trudna w realizacji, lecz powinna ona dotyczyć parametru, co do którego zachodziłoby życzenie, by mógł on jednocześnie przyjmować wartości skrajnie przeciwstawne (duże, wielkie i małe, wysokie i niskie, dotyczące gorąca i zimna, chłodu jednocześnie, stanu naprężenia i rozluźnienia...).

### Prawo ewolucji

Schemat prawa ewolucji systemów 1

Nadal wychodząc od zbioru dokumentów odnoszących się do własności intelektualnej, Altszuller doszedł do wniosku, że systemy techniczne podążają w swojej ewolucji zgodnie za obiektywnymi prawami ewolucji. Stąd, zidentyfikował on szereg modeli podstawowych, które pozwalają uczestniczyć w ewolucji produktu. Osiem praw ewolucji zostało przedstawione w następujący sposób:
1. Prawa statyczne
  1. Prawo nr 1: Spójność, integralność części systemu technicznego: System powinien posiadać element napędowy, narząd transmisyjny, narząd wykonawczy pracy i element sterujący
  2. Prawo nr 2: Przewodność energetyczna systemu: Zapewnienie swobodnego, nieskrępowanego przepływu energii pomiędzy różnymi elementami składowymi
  3. Prawo nr 3: Współgranie odnośnie do rytmu pracy części: Zapewnienie zgodności częstotliwości, drgań, okresowości elementów systemu
2. Prawa kinematyczne
  1. Prawo nr 4: Powiększania stopnia idealności systemu: System podąża w swojej ewolucji do stanu ideału, gdzie objętość, waga, powierzchnia, koszt zmierzają do zera, przy tej samej produktywności
  2. Prawo nr 5: Nierównomiernego rozwoju części składowych systemu: Nierównomierny rozwój podsystemów prowadzi do sprzeczności
  3. Prawo nr 6: Przejścia do nadsystemu: Po wyczerpaniu wszelkich możliwości wprowadzania innowacji na poziomie obiektu, ujawniają się rozwiązania innowacyjne na poziomie działania całego systemu, a nie tylko obiektu
3. Prawa dynamiczne
  1. Prawo nr 7: Przejścia na mikropoziom: Tendencja przechodzenia od rozważań makro na płaszczyznę mikropoziomu w poszukiwaniu rozwiązań
  2. Prawo nr 8: Powiększania dynamizacji i zwiększania poziomu sterowalności: tendencja do powiększania elementów sterowania obiektem

## Pozostałe narzędzia metody TRIZ
Metoda TRIZ wyznacza ramy teoretyczne, w obrębie których funkcjonują narzędzia ułatwiające wybór swoistego podejścia do rozważanego problemu.

### 9 ekranów
9 ekranów, nazywane też 9 okien, to narzędzie metody TRIZ, pozwalające na analizę ewolucji obiektu technicznego wzdłuż dwóch osi:
|            | Przeszłość | Teraźniejszość | Przyszłość |
| ---------- | ---------- | -------------- | ---------- |
| Nad-system |            |                |            |
| System     |            |                |            |
| Pod-System |            |                |            |

Grupa zajmująca się kreatywnością zostaje poprowadzona, wychodząc od obecnego zadanego obiektu technicznego, w celu określenia charakterystyki nadystemu w którym zadany obiekt funkcjonuje, będąc osadzonym, jak i podsystemu, który on włącza do siebie, w połączeniu obecnego stanu z jego stanem przeszłym, a następnie grupa ta usiłuje ekstrapolować ścieżkę ewolucji przyszłej zarówno nadsystemu, jak i podsystemu obiektu, aby wywnioskować ostatecznie ideę przewodnią wyznaczającą sposób ewolucji zadanego obiektu.

### Metoda (hipotetycznych) krasnoludków
Już wykorzystywana w praktyce przez innych autorów metod wynalazczości, ta metoda jest stworzona w celu znoszenia pewnej inercji psychologicznej poprzez wyobrażenia hipotetycznych krasnoludków, żyjących wewnątrz systemu i próbujących rozwiązać zadaną sprzeczność techniczną. Te krasnoludki zostają zagęszczone w ich występowaniu w strefach występowania konfliktu systemu i mogą być określone (co do kolorów, płci itd...) według odmiennych sposobów ich działania w całym systemie, podyktowanych tylko wyobraźnią wynalazców.

### Operatory WCK (DTC)
Metoda operatorów WCK (z franc. DTC) (dla wymiaru, czasu, kosztu) jest metodą mającą na celu zwalczanie inercji psychologicznej poprzez zmianę, modyfikację punktu patrzenia. Chodzi o zadanie sobie sześciu pytań:
1. Co stałoby się, gdyby system stał się malutki?
2. Co stałoby się, gdyby system stał się gigantycznych rozmiarów?
3. Co stałoby się, gdyby system byłby użytkowany w niezmiernie krótkich odcinkach czasu?
4. Co stałoby się, gdyby system byłby użytkowany w sposób ciągły, nieskończony?
5. Co stałoby się, gdyby system miał wartość zerową?
6. Co stałoby się, gdyby system miał bardzo podwyższony koszt działania?

Chodzi tutaj o pozwolenie grupie wynalazczej na sformułowanie tych pytań.

### Rozwiązania standardowe
Inna metoda rozwinięta przez Altszullera wprowadza analizę substancji i pól. Przeróżne oddziaływania są modelowane z użyciem tzw. „wepoli” (SU-Field w j. angielskim). Jest to neologizm ukuty w j. rosyjskim od słów „Vecziestwo” i „Pole” oznaczających odpowiednio:
substancje i pole.
Analiza pola substancji opiera się na przedstawienie systemu lub pod-systemu z użyciem powiązań za pomocą strzałek substancji z polami (w kierunku narastającym, jeśli chodzi o obiekty). Na użytek metody analiz pola substancjalnego, samo pojęcie pola jako takie, zostało poszerzone, odtąd obejmując swoim znaczeniem nie tylko przypadek klasyczny – pól oddziaływań sił (tak, jak to ma zastosowanie w fizyce), lecz oznacza ono 6 podkategorii pól substancjalnych, mianowicie: M – pole mechaniczne, A – pole akustyczne, T – pole termiczne, C- pole chemicznych czynników, E – pole elektryczne, M – pole magnetyczne.
| Siła sprężysta             | Grawitacja       | Tarcie                                                                                               | Przyleganie                    |
| Siła odśrodkowa            | Inercja          | Siła Coriolisa                                                                                       | Siła wypornościowa Archimedesa |
| Ciśnienie hydrostatyczne   | Ciśnienie cieczy | Naprężenie powierzchni                                                                               | Zapach i Smak                  |
| Dyfuzja                    | Osmoza           | Pola chemiczne                                                                                       | Dźwięk                         |
| Drgania                    | Ultradźwięki     | Fale                                                                                                 | Zjawisko koronalne             |
| Prąd                       | Prąd Foucaulta   | Promieniowanie cząstek                                                                               | Pole elektrostatyczne          |
| Ogrzewanie lub schładzanie | Udar termiczny   | Siły jądrowe                                                                                         | Pole elektromagnetyczne        |
| Pole elektryczne           | Informacja       | Zakresy częstotliwości radiowych, wysokich, podczerwieni, ultrafioletu, promieniowania X, optycznego | ...                            |

Pewien wepol nazywany jest kompletnym, gdy składa się na niego:
1. Pewna substancja {\displaystyle S_{2}} mająca podlegać przemianie,
2. Pewne narzędzie {\displaystyle S_{1}} realizujące czynność,
3. Pewne pole P zapewniające energię oddziaływaniom,
4. Przynajmniej dwa powiązania-związki pomiędzy różnymi elementami tego modelu: {\displaystyle C\to S_{1}\to S_{2}.}

| Symbolika oznaczeń                              | Relacja                    |
| {\displaystyle S_{1}\to S_{2}}                  | Działanie                  |
| {\displaystyle S_{1}\leftrightarrow S_{2}}      | Oddziaływanie              |
| {\displaystyle S_{1}\rightsquigarrow S_{2}}     | Działanie negatywne        |
| {\displaystyle S_{1}}....{\displaystyle >S_{2}} | Działanie niewystarczające |
| {\displaystyle S_{1}\Rightarrow S_{2}}          | Działanie nadmierne        |

W praktyce, kilka działań jest do przeprowadzenia w celu skompletowania wepola:
- Jeśli wepol jest niekompletny, należy go uzupełnić,
- Jeśli wepol jest kompletny, lecz przedstawia sobą niewystarczające powiązanie, należy rozwinąć inny model z użyciem innej substancji lub/oraz pola oddziaływań,
- Jeśli wepol jest kompletny, lecz przedstawią sobą działania negatywne, należy rozłożyć ten wepol, ażeby zbudować go na nowo.

W zależności od sytuacji, zastosowuje się pięć reguł:
1. Wepol niekompletny {\displaystyle \Rightarrow } tworzenie modelu kompletnego,
2. Wepol kompletny, lecz z niewystarczająca interakcją {\displaystyle \Rightarrow } Zastosowanie dodatkowego pola (na przykład namagnesowanie końcówki śrubowkrętaka),
3. Wepol kompletny, lecz o wystąpieniu negatywnego powiązania {\displaystyle \Rightarrow } Rozkład na czynniki pierwsze czynności niepożądanej,
4. Wepole kompletny {\displaystyle \Rightarrow S_{2}} który ma tendencje do stania się wepolem,
5. Wepole kompletny mający na wejściu zadane pole {\displaystyle \Rightarrow } Otrzymanie innego typu pola na wyjściu, a zjawisko fizyczne staje się połączeniem dwóch rodzajów pól.

Stąd metoda TRIZ definiuje aż 76 standardowych zabiegów, w tym:
- 13 standardowych zabiegów w konstrukcji/demontażu wepoli,
- 23 standardowych zabiegów w rozwoju wepoli,
- 6 standardowych zabiegów w przejściu na poziom rozważań dotyczących nadsystemu lub podsystemu,
- 17 standardowych zabiegów pomiaru lub wykrywania,
- 17 metod zastosowywania standardowych zabiegów.

| Klasa | Podklasy |
| ----- | --- |
| 1     | 1. Czy czegoś brakuje, co mogłoby być dodane? 2. Czy coś spośród negatywnych czynników powinno być usunięte? |
| 2     | 1. Czy nie powinno się uczynić system bardziej złożonym, uczynić bardziej sterowalnym? 2. Jak ulepszyć realizację czynności użytecznej? 3. Jak doprowadzić do lepszego współgrania systemu? 4. Czy można zastosowywać zjawiska elektromagnetyczne lub elektroreologiczne? |
| 3     | 1. Czy nie powinno się podzielić system na dwoje, lub więcej części? 2. Czy nie powinno się dokonać przejścia na poziom mikro-systemu? |
| 4     | 1. Czy można dokonywać pomiaru obchodząc dany problem? 2. Czy można wprowadzić substancje lub pole pozwalające na realizację pomiaru? 3. Czy można usprawnić pomiar, zastosowując zjawisko fizyczne lub zmianę rytmu? 4. Czy można zastosowywać zjawiska ferroelektryczne? 5. Czy można dokonać ewolucji systemu pomiarowego, przechodząc do jego podziału na dwie lub więcej części? |
| 5     | 1. Czy można wprowadzić pewną substancję? 2. Czy można wprowadzić pole? 3. Czy można zastosować zjawisko zmian fazowych? 4. Czy można wykorzystywać zjawisko fizyczne? 5. Czy można dokonać rozdziału z uwagi na obecność substancji? |

Doboru dokonuje się określając klasę problemu.
Powyższy schemat blokowy steruje wyborem pośród klas i podklas rozwiązań standardowych. Klasy te są wyszczególnione w podklasach rozwiązań w celu otrzymania całkowitej liczby równej 76.

### Metoda „złotej rybki”
Metoda „złotej rybki” polega na analizie obiektu i jego funkcji, przypisując mu pewne cechy «fantastyczne», nieoczekiwane lub nielogiczne. Nazwa metody wzięła się z historii-zdania, w zabiegu mentalnym metody, a recytowanego według formułki, zaczynającej od „człowiek poszedł w morze, by przywołać złotą rybkę. A ta usłyszawszy go, przypłynęła do niego, przemówiwszy ludzkim głosem...”, w której to przystępność systemu jest przywoływana do użytku z użyciem „ludzkiego głosu”.

## Inercja psychologiczna
Wynalazca często pada ofiarą zahamowań psychologicznych spowodowanych zasadniczo słownictwem zastosowanym w dziedzinie technicznej, ścisłością i hermetycznością słownictwa, terminologii w dziedzinie wiedzy ścisłej i usystematyzowanej, które to zahamowania trudno odsunąć na bok z powodu dysonansu poznawczego. W poszukiwaniu rozwiązania, wiedza wypływająca z metody TRIZ pozwala zrozumieć zjawisko bariery natury psychologicznej problemu, jak i pozwala w optymalnym stosowaniu określeń teoretycznych napotykanych blokad natury psychologicznej w odróżnianiu i autentycznym ustanawianiu istoty mechanizmu stojącego za analizowaną czynnością użyteczną obiektu, czy systemu w kontekście zintensyfikowanych poszukiwań wynalazczych.
Metoda TRIZ wstępnie identyfikuje kilka zachowań pozwalających zwalczać negatywne skutki wspomnianej inercji:
- Nigdy nie należy sądzić, że poszukiwane rozwiązanie można znaleźć tylko i wyłącznie we właściwej dziedzinie kompetencji zawodowych.
- Należy dokonywać poszukiwań interdyscyplinarnych.
- Należy poszukiwać określeń, zwrotów, wyrażeń, skrótów literowych, elementów języka technicznego, które mogą prowadzić do określonej inercji, z zamianą ich na inne określenia, zwroty, wyrażenia, czy skróty literowe, jak i elementy języka technicznego.
- Nie lekceważyć nawet tych idei wywrotowych, wstrząsowych, rewolucyjnych na polu technicznych rozwiązań.

Metoda TRIZ jest niemniej propozycją pewnej metody kontrolowanej kreatywności, która to pozwala ogarnąć i zaprowadzić ład w przypadkowym procesie wynalazczym metody Burzy Mózgów.

## Baza danych zjawisk i praw fizycznych
Podczas postępowania wynalazczego w kreatywności, czy to podczas zastosowywania metody pola substancjalnego, czy to podczas podejścia do sformułowań sprzeczności technicznej, grupa wynalazcza może zasięgnąć wiedzy z bazy praw fizycznych, jak i listy zjawisk fizycznych metody TRIZ, możliwych do zastosowania w kontekście realizacji poszukiwanego rozwiązania problemu technicznego.
Taka baza danych wiedzy i2Kn, została stworzona przez stowarzyszenie MeetSYS i jest to powtórka, streszczenie listy znanych zjawisk fizycznych pod kątem ich użyteczności w wynalazczości. Struktura danych w tej bazie wiedzy została zainspirowana bezpośrednio filozofią i podejściem metody TRIZ do zagadnienia wynalazczości.

## Krytyka metody TRIZ
Jakkolwiek z dobrymi rezultatami zastosowań, zwłaszcza w przemyśle, sama metoda TRIZ jest również przedmiotem krytyki, niemniej nie mając w dzisiejszej epoce nadal żadnych konkurencyjnych środków działania:
- Macierz sprzeczności technicznych została opracowana w latach 70. XX wieku, stąd nie uwzględnia ona w sposób jawny pewnej nadzwyczajnej przepaści technologicznej, w takich dziedzinach, które pojawiły się, lub są dominujące w dzisiejszym czasie, z uwagi na biotechnologię, genetykę, czy samą informatykę.
- Niektórzy spośród teoretyków wynalazczości, w szczególności twórcy Teorii C-K, metodę TRIZ bardziej postrzegają jako tylko jedną z metod-narzędzi wynalazczości i kreatywności, niż filozofię postępowania o statusie odrębnej teorii kreatywności i wynalazczości,
- Niektórzy spośród wynalazców uważają metodę TRIZ za zbyt złożoną[22]

Zasadniczo, jakość naukowo merytoryczna danej grupy kreatywności wynalazczej opierającej swoje działanie o wytyczne metody TRIZ, w kontekście zarówno reprezentowanego przez nią poziomu naukowego, jak i interdyscyplinarności, stanowi czynnik decydujący, jeśli chodzi o wynik satysfakcjonujący końcowy zastosowania metody TRIZ.
Pojawiały się próby adaptacji metody TRIZ i stworzenia analogicznego zestawu zasad do zarządzania ludźmi  jednak ze względu na niską powtarzalność ludzkich zachowań, ta koncepcja nie została spopularyzowana.